# 斯卡德山
斯卡德山（英語：Scudder Mountain）是南極洲的山峰，位於瑪麗伯德地，處於風琴管峰和麥克徹山之間的斯科特冰川東岸，屬於毛德王后山脈的一部分，海拔高度2,280米，現時由南極條約體系管理。